# Danila Jakowlewitsch Anzyferow
Danila (Danilo) Jakowlewitsch Anzyferow (Anzyforow, Anziferow) (russisch Данила (Данило) Яковлевич Анцыферов (Анцыфоров, Анциферов); * 17. Jahrhundert in Tomsk; † 1712 an der Awatscha-Bucht, Kamtschatka) war ein russischer Forschungsreisender.

## Leben
Kurz nachdem Wladimir Atlassow Kamtschatka besetzt hatte, kam Anzyferow dorthin. Er gehörte zu den Anführern der Kosaken-Truppe, die 1711 gegen den Regionalchef Ossip Mironow und den staatlichen Beauftragten Atlassow rebellierte und beide tötete. Darauf übernahm Antyferow das Kommando und ließ den neuen staatlichen Beauftragten Pjotr Tschirikow fesseln und ins Wasser werfen. Darauf unterwarf er die Kamtschadalen und verpflichtete sie zu Tributzahlungen in Form von Kronenzobeln.
Im August 1711 fuhren Anzyferow und Iwan Kosyrewski mit einer Truppe von 50 Kosaken von dem Ostrog Bolscherezk (bei dem späteren Ust-Bolscherezk) zu den Kurilen und erkundeten die Inseln Schumschu und Paramuschir, um im September nach Bolscherezk zurückzukehren. Ihre Aufzeichnungen waren die ersten Informationen über diese Inseln.
1712 wurde Anzyferow von Kamtschadalen an der Awatscha-Bucht getötet und verbrannt.
Anzyferows Namen tragen die Anziferow-Insel, der Vulkan Anziferow oder Schirinki auf der Anziferow-Insel und ein Berg und ein Kap auf Paramuschir.